# フェリーおき (2代)
フェリーおきは、隠岐汽船が運航しているフェリー。本項目では2004年就航の2代目について取り扱う。

## 概要
フェリーおき (初代)の代船として三菱重工業下関造船所で建造され、2004年4月1日に就航した。
鉄道建設・運輸施設整備支援機構の共有建造制度を利用して建造された鉄道・運輸機構との共有船である。
2007年4月1日からは、経営不振に陥った隠岐汽船の経営再生計画に基づき、隠岐郡の4町村で構成する隠岐広域連合が本船を購入、隠岐汽船を指定管理者として無償で委託する形で運航している。

### 航路
隠岐航路
- 七類港 - 西郷港（島後島） - 菱浦港（中ノ島） - 別府港（西ノ島）- 西郷港 - 七類港

本土の七類港を起点に島後、島前の各港を経由して1日1便を運航する。本船は島前の来居港（知夫里島）には寄港しない。ドック期間中は別府港に寄港後、西郷港を再度経由するダイヤで運航される。本船のドック期間中はフェリーくにが (2代)が代船として運航される。

## 設計
先に建造されたフェリーしらしま、フェリーくにが (2代)の同型船で、レストルーム、特等室など船内配置が一部異なるほかは同一である。
高齢者、身体障害者等の公共交通機関を利用した移動の円滑化の促進に関する法律（交通バリアフリー法）に基づいて作成された鉄道・運輸機構の旅客船バリアフリー設計マニュアルに準拠したバリアフリー高度化船である。通常の船内設備に加えて、高齢者や身障者に対応した客室、多機能トイレ、車いす対応エレベーターなどのバリアフリー設備を備える。
船体は4層構造で、上層から航海船橋甲板、2層の船室、車両甲板となっている。車両甲板の船首と船尾にショアランプを装備している。

## 船内

### 船室
| クラス    | タイプ | 部屋数   | 定員  | 備考             |
| --------- | ------ | -------- | ----- | ---------------- |
| 特別室    | 洋室   | 3名×3室  | 9名   |                  |
| 特別室    | 和室   | 3名×1室  | 3名   |                  |
| 特等室    | 洋室   | 2名×4室  | 8名   |                  |
| 特等室    | 和室   | 4名×4室  | 16名  |                  |
| 1等室     | 大部屋 | 50名×2室 | 100名 |                  |
| 特別2等室 | 大部屋 | 3区画    | 230名 |                  |
| 2等室     | 大部屋 | 4区画    | 400名 | ドライバー室含む |

### 設備
パブリックスペース
- 案内所
- エントランス
- レストルーム（定員20名）

供食・物販設備
- 売店
- 自動販売機

娯楽設備
- ゲームコーナー

## 事故・インシデント
2011年4月4日、11時24分ごろ、西郷港に着岸する際、強風に圧流され左舷船尾部が岸壁へ接触、船体が左舷側に傾きギャングウェイの突端部分と衝突した。 衝突により、本船は左舷後部の外板に擦過傷を生じ、ギャングウェイは接続ボルト3本が切断され変形した。事故発生時の天候は晴で、東北東からの13m/sの風が吹いていた。
2014年1月12日、13時48分ごろ、別府港に接岸中、南西方向から突風を受け、岸壁と本船の間隔が広がったため、タラップ作動部のシリンダー取付けボルトが破断した。本船および人員の被害はなかった。